# Britz (bei Eberswalde)
Britz település Németországban, azon belül Brandenburgban. Lakosainak száma 2117 fő (2023. december 31.).

## Népesség
A település népességének változása:
| Lakosok száma | 2134 | 2089 | 2084 | 2113 | 2105 | 2117 |
|               | 2014 | 2017 | 2019 | 2021 | 2022 | 2023 |